# Deserto Gurbantünggüt

Localizzazione del deserto Gurbantünggüt nella parte nordoccidentale della Cina.

Il deserto Gurbantünggüt (in cinese 古尔班通古特沙漠S, Uiguro: Гурбантүңгүт Қумлуқи) occupa una vasta parte del bacino della Zungaria, situato nello Xinjiang settentrionale, nel nordovest della Cina. Da alcune fonti viene citato anche come deserto Dzoosotoyn Elisen, nome derivato probabilmente da una parola mongola.

## Caratteristiche
Ha un'estensione di circa 48.800 km², ed è posizionato ad un'altitudine compresa tra 300 e 600 metri s.l.m. È il secondo più grande deserto della  
Cina, dopo il deserto di Taklamakan, che si trova nel bacino del Tarim.
Il deserto Gurbantünggüt è un ambiente arido, aspro e isolato; il bacino del fiume Ili, la depressione di Turfan e la parte meridionale del Xinjiang lo separano dai monti Tien Shan. Una serie di centri abitati, il più importante dei quali è Ürümqi, è situata lungo una striscia densamente abitata (la strada della ferrovia di Lanxin) nella parte meridionale del deserto, che è irrigato da corsi d'acqua alimentati dai ghiacciai dei monti Tien Shan. Il canale Irtyš–Karamay, costruito nel primo decennio del XXI secolo, costeggia il bordo nordoccidentale mentre il canale Irtyš–Ürümqi attraversa la parte centrale del deserto.
Nella parte occidentale del deserto sono presenti diversi laghi salati tra i quali sono da segnalare il lago Manas (45°48′00″N 85°56′00″E), che in passato era alimentato dal fiume Manas, ma che ora è praticamente dissecato e il lago Ailik (45°56′00″N 85°47′00″E), che riceve le acque dal fiume Baiyang, che è a sua volta alimentato dal canale Irtyš–Karamay.

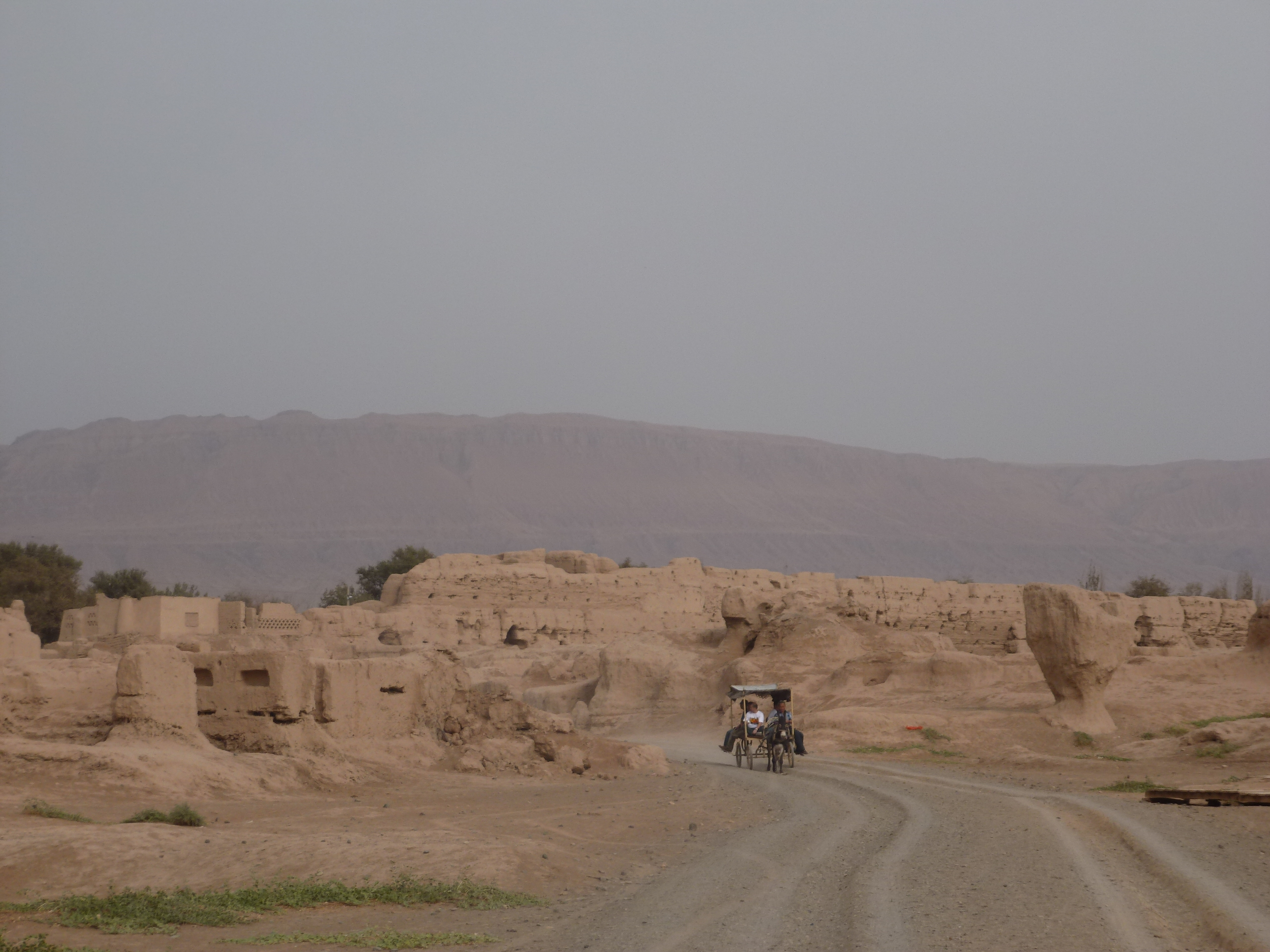
La strada statale 216 e il deserto alle spalle

La strada statale 216 attraversa il deserto da nord a sud, da Altay a Ürümqi, mentre la strada statale 217 e la ferrovia Kuytun–Beitun lo costeggiano a ovest e nordovest. La ferrovia Ürümqi–Zungaria raggiunge il vertice più meridionale del deserto, noto localmente come Jiangjun Gobi (将军戈壁, "Deserto del generale").
Il clima del deserto è temperato, ma molto continentale. L'ambiente ecologico del deserto è molto fragile e l'impatto delle attività umane, come la costruzione della strada attraverso il deserto, sta diventando sempre più significativo.
Nel deserto Gurbantünggüt è situato il polo eurasiatico dell'inaccessibilità, cioè il punto delle terre emerse più distante da mari ed oceani, localizzato alle coordinate 46°17′N 86°40′E e posto a 2645 km dalla costa più vicina. Fu individuato e raggiunto il 27 giugno 1986 dagli esploratori inglesi Nicholas e Richard Crane, e da loro descritto come situato nel Dzoosotoyn Elisen Desert.